# Digitaria parodii
Digitaria parodii är en gräsart som beskrevs av Jacq.-fel. Digitaria parodii ingår i släktet fingerhirser, och familjen gräs. Inga underarter finns listade i Catalogue of Life.